# Acadêmicos de Nova Brasília
O Grêmio Recreativo Escola de Samba Acadêmicos de Nova Brasília é uma escola de samba de Nova Iguaçu. foi fundado em 22 de dezembro de 2005, tendo como cores: Verde, vermelho e branco.

## História
O Acadêmicos de Nova Brasília  desfilou pela primeira vez, como bloco carnavalesco, em 2006, com o enredo As belezas do Rio e seus 40º, tendo sido aprovada pela ABESNI pra se tornar escola de samba. Em 2007 na sua estreia como escola, terminou na 3º colocação, com o enredo Tinguá exuberante paraíso. no ano de 2008, apresentou o enredo Da pipa ao 14 BIS um voo no sonho de liberdade sagrou-se campeã  do Grupo 2, conseguindo acesso para o grupo 1, em 2010.
Na sua estreia no Grupo 1, uma espécie de Grupo Especial do Carnaval de Nova Iguaçu, abriu o desfile, mas consegue permanecer com o enredo O sonho da Amazonas na festa do boi farrapo, mas em 2010, a escola encontrou sérios problemas durante seu desfile, e com o enredo A vida é um jogo e nesse jogo da vida eu sou um rei de Renato Bandeira, que foi demitido meses depois para dar lugar a uma Comissão de Carnaval, terminando na última colocação.
Para 2011, devido à unificação dos grupos 1 e 2, a escola não caiu. Trouxe o carnavalesco Kléber Freitas, que estava na Império da Uva e efetivou Giga como cantor, no lugar de Cremilson Silva, que foi para a Leão de Nova Iguaçu. Nesse ano, foi a vice-campeã do carnaval. Apresentou uma enredo sobre Belém do Pará e o Círio de Nazaré, e finalmente, em 2014, homenageou mais um município da Região Norte do Brasil, dessa vez Parintins.

## Segmentos

### Presidentes
| Nome           | Mandato                          | Ref.  |
| -------------- | -------------------------------- | ----- |
| ?-?            | Francisco de Assis Miranda Lúcio | [ 2 ] |
| ? - atualidade | Quinho                           | [ 3 ] |

### Diretores
| Ano  | Diretor de Carnaval | Diretor geral de harmonia | Mestre de bateria     | Ref.  |
| ---- | ------------------- | ------------------------- | --------------------- | ----- |
| 2010 | Clarice             |                           | André e Lino Tiburico | [ 2 ] |
| 2015 |                     |                           | Lino                  | [ 3 ] |

### Casal de Mestre-sala e Porta-bandeira
| Ano  | Nome            | Ref.  |
| ---- | --------------- | ----- |
| 2010 | Quinho e Dayane | [ 2 ] |
| 2015 |                 |       |

### Corte de bateria
| Ano  | Rainha             | Madrinha         | Musa   | Ref.  |
| ---- | ------------------ | ---------------- | ------ | ----- |
| 2014 | Margarethe Miranda | Jaqueline Lannes |        | [ 2 ] |
| 2015 | Margarethe Miranda |                  | Débora | [ 3 ] |

## Carnavais
| Ano  | Colocação    | Grupo        | Enredo                                                                                   | Carnavalesco                                   | Intérprete     | Ref.  |
| ---- | ------------ | ------------ | ---------------------------------------------------------------------------------------- | ---------------------------------------------- | -------------- | ----- |
| 2006 | Aprovada     | Bloco-ABESNI | As belezas do Rio e seus 40º                                                             | Quinho                                         | Salgueiro      | [ 4 ] |
| 2007 | 3ºlugar      | 2-ABESNI     | Tinguá exuberante paraíso Compositor:Jorge Lannes                                        | Quinho                                         | Salgueiro      | [ 4 ] |
| 2008 | Campeã       | 2-ABESNI     | Da pipa ao 14 bis um voo no sonho de liberdade                                           | Quinho                                         | Salgueiro      | [ 4 ] |
| 2009 | 6ºlugar      | 1-ABESNI     | Um sonho na Amazônia, na festa do boi farrapo Compositores:Crispim e Jorge Lannes        | Francisco de Assis                             | Salgueiro      |       |
| 2010 | 10ºlugar     | 1-ABESNI     | A vida é um jogo e nesse jogo da vida eu sou um rei Compositores:Crispim e Jorge Lannes  | Comissão de Carnaval (Betinho, Nirinha e Rita) | Bico Doce      | [ 2 ] |
| 2011 | 6ºlugar      | ÚNICO        | De São Luiz do Maranhão a França é tropical Compositores:Crispim e Jorge Lannes          | Kléber Freitas                                 | Giga           |       |
| 2012 | 11ºlugar     | ÚNICO        | África dos navios negreiros ao costume Brasileiro Compositores:Crispim e Jorge Lannes    | Kléber Freitas                                 | Giga           |       |
| 2013 | Hour-concurs | Hour-concurs | Belém do Pará: Da terra milagrosa ao Círio de Nazaré Compositores:Jorge Lannes e Romário | Quinho                                         | Giga           |       |
| 2014 | 10º lugar    | ÚNICO        | Parintins: O paraíso exuberante!                                                         | Comissão de Carnaval (Breno, Ana e Rita)       | Giga           |       |
| 2015 | Não desfilou | Especial     | Da Itália ao Brasil o sonho de solidariedade da Baixada Compositor:Romário               | Kim                                            | Giba e Romário | [ 3 ] |